# 長谷川聖
長谷川 聖（はせがわ さとし、1983年1月2日 - ）は、日本の俳優。岐阜県郡上市出身。AB型。
好きな食べ物は天一のこってりラーメン。
アクションクラブ企画事務所、名古屋事務所に所属していた。同事務所が主宰の舞台や、アクションワークショップ、殺陣指導にも携わり、名古屋の演劇界では「長谷川ゴン太」のニックネームで知られている。
最近では名古屋虎三郎、トラザの名前が有名に。
フリーランスのアクション俳優、殺陣師として活動中。

## 略歴
2004年4月、劇団☆新感線『髑髏城の七人〜アカドクロ』鉄機兵の一人として出演。
2007年1月〜、同劇団の『朧の森に棲む鬼』に戦士/検非違使として出演。
2013年6月、元チームメイト神田丈志と殺陣パフォーマンスユニット『teamTRASH』を結成。クリエーターズマーケット史上初のアクションパフォーマンスを披露。2014年6月、11月のクリエーターズマーケットにも舞刀ユニット暁と共に出演。
舞台作品の殺陣振り付け、アクションのワークショップ、アクション動画の撮影・演出など、出演以外にも幅広く活動している。

## 出演

### 舞台
- 2015年7月・11月舞刀ユニット暁主催公演に出演。
- 2016年12月、RE-act主催公演に出演。
- 2017年2月、カブキカフェ ナゴヤ座に助っ人出演。縁が続き、９月には名古屋山三郎一座の準座員になり、『名古屋虎三郎』襲名。 愛称は「トラザ」。
- 2017年11月～『髑髏城の七人Season月』出演。
- 2018年〜愛知芸術劇場、劇団龍☆童子「朱ノ月」主演。
- 2024年12月〜『国性爺合戦〜虎が目覚めし刻』出演[1]。

### CM
- 2019年〜関西の大手メガネ企業「ビジョンメガネ」にてズレないメガネ「MＹDO」のインストア&ネットモデルを務め、同企業のCMにもソロで出演しているhttp://youtu.be/7Myv3NyELtc
- メーテレ、CBCの「かんてい局」テレビCMに刑事役でメイン起用される。